# Укійо-буро

Жіноча лазня (Торії Кійонаґа, 18 століття)

Укійо-буро (яп. 浮世風呂, うきよぶろ, «Сучасні лазні») — японське комедійне оповідання, написане Сікітеєм Самбою між 1809—1813 роками. Скаладається з 9 книг і 4 частин. Інша назва — «Веселі розповіді про сучасні лазні» (諢話浮世風呂, отоґе-банасі укійо-буро).

## Короткі відомості
«Сучасні лазні» є збіркою історій про простих людей, які відвідують японські середньовічні «форуми» — лазні міста Едо. Перша і четверта частина присвячені чоловічим лазням, а друга і третя — жіночим. Дія усіх частин, за винятком третьої, відбувається в осінні дні. Автор детально і кмітливо передає діалоги тих хто, прийшов митися, або просто побазікати. Твір сповнений живої японської мови початку 19 століття, анекдотів, кумедних історій, соромітницьких розповідей тощо. «Сучасні лазні» вважаються найбільш представницькою роботою Сікітея Самби поряд із «Сучасними перукарнями». Окрім прямого використання роману як книги для дозвілля, його вивчають японські мовознавці як джерело з історії народної японської мови.